# Lugus (Gottheit)
Lugus (ein u-Stamm; auch Pluralform Lugoves) war eine Gottheit, die während der Antike in großen Teilen der keltischsprachigen Welt verehrt wurde. Sein Name ist aus Inschriften nur dürftig belegt, doch kann aufgrund seines häufigen Erscheinens in Ortsnamen und Volksbezeichnungen geschlossen werden, dass er eine wichtige Position innerhalb des keltischen Pantheons innehatte. Weitere Anhaltspunkte für seine Bedeutung sind gallorömische Weiheinschriften sowie die im Laufe des Mittelalters aufgezeichneten Erzählungen über seine inselkeltischen Nachfahren, den irischen Lug mac Ethnenn und den walisischen Llew Llaw Gyffes.

## Inschriften

Verteilung der Inschriften an die Lugoves oder an Lugus

Der Name Lugus erscheint in gallorömischen Weiheinschriften als Plural Lugoves (so etwa in Aventicum und Osma) oder als Lucubo, Locobu und Lucubo(s) in Inschriften von der Iberischen Halbinsel. Eine Bleitafel aus dem französischen Chamalières enthält die Worte luge dessummiíis, was möglicherweise zu übersetzen ist als „ich bereite sie für Lugus vor“.

## Erscheinen in Orts- und Personennamen
Sein Name liegt zahlreichen Ortsnamen zugrunde, insbesondere in Komposita auf dūnon, gallisch Lugdūnon oder Lugudūnon, „befestigte Siedlung des Lugus“. Neuere Theorien, wonach diese Ortsnamen keine direkten Herleitungen des Götternamens seien, übersehen unter anderem die aus der irischen Mythologie gegebene Verbindung zu Lugus in der Kultfeier Lugnásad, welche am selben Tag (1. August) begangen wurde wie das Fest des Mercurius Augustus und der Maia Augusta in Lugdunum (Lyon), einem von Kaiser Augustus als römischer Staatskult adaptierten Hauptfest der gallischen Stämme.
Zu den Lugdunum genannten Orten stellte sich in der römischen Verwaltung häufig ein Ethnonym, um die verschiedenen gleichnamigen Orte voneinander zu unterscheiden. Daneben gab es aber auch zahlreiche kleinere Orte dieses Namens, selbst in germanischem Gebiet:
- L. Segusiavorum (Lyon, bedeutendstes Lugdunum in der Antike)
- L. Batavorum (Katwijk bei Leiden)
- L. Consoranorum (Saint-Lizier, Département Ariège)
- L. Convenarum (Saint-Bertrand de Comminges, Département Haute-Garonne)
- L. Remorum (Laon, Département Aisne)
- L. Vocontiorum (Montlahue, Département Drôme)

Andere Ableitungen aus späterer Zeit sind etwa Luguvalium an der Stelle des heutigen Carlisle (belegt aus dem 3. Jh.), wohl eine Ableitung von dem Personennamen *Luguvalos, oder LLeuddiniawn (mittelkymrisch), das heutige Lothian.
Auf Lugus gebildete Personennamen sind ebenfalls recht häufig. In Ogham-Inschriften erscheinen unter anderem Lugudec (altirisch: Lugaid) oder Luguaedon (altirisch: Lugáed); in älteren gallischen Inschriften finden sich der Männername Lugurix („Lugus-König“?) und der Frauenname Luguselva („dem Lugus zu eigen“).

## Etymologie
Die Etymologie des Lugus-Namens ist äußerst umstritten. Eine Ableitung der indogermanischen Wurzel leugʰ- / lugʰ- („Eid, schwören“) ist ebenso möglich wie eine Interpretation als „hell, strahlend“ anhand von kymrisch lleu („Licht“, vergleiche altgriechisch λευκός- (leukós-) „hell, klar, weiß“).
Ein Hinweis Pseudo-Plutarchs legt nahe, dass sich bereits die antiken Gallier den Namen des Lugus als „Rabe“ erklärten. In den heutigen inselkeltischen Sprachen fehlen jedoch Reflexe eines solchen Wortes in der Bedeutung „Rabe“ oder „Vogel“ vollkommen, obschon der Name selbst in der Gestalt Lugh (irisch) und Llew (walisisch) weiterbesteht. Dass auch die Stadt Lugdunum (Lyon) bereits in der Antike mit Raben assoziiert wurde, ergibt sich aus der von Pseudo-Plutarch erwähnten Gründungssage, in welcher Raben eine zentrale Rolle spielten, sowie aus der Ikonographie auf Münzen der Stadt. Eine mögliche Etymologie zu einem „Rabengott“ Lugus wäre die indogermanische Wurzel pleugʰ- (vergleiche deutsch fliegen), die jedoch für gewöhnlich als pleuk- rekonstruiert wird.

## Funktionen und Attribute
Eine genaue Bestimmung seiner Funktionen im gallischen Pantheon wird durch die Spärlichkeit antiker Nachrichten und durch die gängige Praxis der Interpretatio Romana erschwert. Die dadurch gegebenen Überschneidungen mit anderen Götternamen wie auch die keltische Tendenz, sich die Götter in Triaden zu denken, machen eine klare Umschreibung des Lugus zu einem größtenteils hypothetischen Unterfangen. Insbesondere die mehrfach belegte Pluralnennung seines Namens (Lugoves) legt nahe, dass sich der Gestalt des Lugus verschiedene weitere Namen zuordnen lassen dürften. Mit Bestimmtheit lässt sich allerdings allein sagen, dass Lugus eine Assoziation zu Vögeln, insbesondere zu Raben hatte. Anhand der irischen und walisischen Parallelen darf man wahrscheinlich auch den Speer sowie eine Art zauberisch wirksamer Einäugigkeit zu seinen Attributen rechnen.
Funktional dürfte Lugus eine Art Handwerkergott gewesen sein, was sich einerseits auf seine vermutete Gleichsetzung mit Merkur, andererseits auf eine Inschrift aus dem spanischen Osma stützt, in welcher die Schustergilde den Lugoves ein Weihegeschenk macht. Dies wird unter anderem gestützt durch die aus der inselkeltischen Tradition belegten Beinamen sam-ildánach (ungefähr „der in vielen Künsten zugleich begabte“) und llaw gyffes („mit der geschickten Hand“).